# 埃姆斯 (艾奥瓦州)
埃姆斯，美国爱荷华州中部的一座城市，地处州首府得梅因以北30英里（48）。2010年的人口为58,965人，是其所属的斯托里縣的最大城市。
埃姆斯是美国第一所指定的赠地大学——爱荷华州立大学（ISU）的所在地。爱荷华州立大学作为一所公立研究型大学，其在农业、设计、工程、以及兽医学方面位居前茅。世界第一台电子计算机阿塔纳索夫-贝瑞计算机便诞生于此。
埃姆斯同时是美国能源部下属的埃姆斯国家实验室的所在地。美国农业部的动植物卫生检验署（APHIS）于埃姆斯设有两个下属办公室，分别为国家兽医服务实验室（National Veterinary Services Laboratory）和动物生物治疗中心（Center for Veterinary Biologics）。联邦最大的动物防疫中心——国家动物防疫中心（National Animal Disease Center）也设立在埃姆斯。
2010年，埃姆斯被有线电视新闻网的CNNMoney频道评为“最宜居住地点（Best Places to Live）”的第九名。2019年，Livability.com将埃姆斯列为美国十座最好的大学城（10 Best College Towns）之中的第三位
。

## 历史
该市得名于十九世纪美国国会议员欧凯斯·艾姆斯（Oakes Ames），他在興建橫貫大陸鐵路上有一定的影響力。
1800年代中期的埃姆斯城的周围还是一片沼泽；当地居民 Cynthia O. Duff 从美国政府手中购得了这片土地后，于1864年11月26日将其转手给了铁路大亨 John Insley Blair。John Insley Blair 选择在他的锡达拉皮兹与密苏里河铁路沿线建立一系列居住点，并在斯康克河（Skunk River）与斯考溪（Squaw Creek）之间设立一个车站叫“埃姆斯”（“Ames”）。1866年，埃姆斯的第一个教堂落成，议员欧凯斯·艾姆斯赠送了教堂钟。时至今日，这口大钟还时常会在埃姆斯基督联合教堂（Ames United Church of Christ）鸣响。
南北战争之后，埃姆斯的人口因为涌入的移民而开始增加。现今许多埃姆斯当地的家庭最早的祖先大都可追溯至1865年到1870年之间。

## 人口

### 2010年美国人口普查
根据2010年美国人口普查，埃姆斯的人口数量为58,965，密度为2,435.6名居民每平方英里（940.4名居民每平方），共有住宅23,876处，平均住宅密度为986.2每平方英里（380.8每平方）。2010年埃姆斯人口中有84.5%为白人，3.4%为黑人，0.2%为美洲原住民，8.8%为亚裔（其中有2,593华裔，占总人口数的4.4%），1.1%为其他种族，2.0%来自于两种或两种以上的种族。拉丁裔美国人占总人口的3.4%。

### 2000年美国人口普查
根据2000年美国人口普查，埃姆斯的人口数量为50,731，其中87.3%为白人，2.6%为黑人，0.1%为美洲原住民，7.7%为亚裔（其中有1,585华裔，占总人口数的3.1%），0.8%为其他种族，1.4%来自于两种或两种以上的种族。拉丁裔美国人占总人口的2.0%。

## 经济
作为爱荷华州立大学的所在地，以及美国农业部下属的多个办公室、美国能源部下属的埃姆斯实验室，和艾奥瓦交通部的主要办公室所在地，州与联邦的设施成为了埃姆斯市最大的雇主。其他主要雇主包括3M公司的工厂，Danfoss公司（生产水力相关产品），Barilla集团，Ball公司等等。
2015年，埃姆斯被彭博商业周刊评选为“自从经济衰退以来表现得最好的十五个城市”（top 15 "Cities That Have Done the Best Since the Recession"）之一。
2016年，美国劳工统计局将埃姆斯与科罗拉多州的博尔德同时列为都市区失业率最低（2.5%）的美国城市。

### 埃姆斯雇员最多的公司
根据埃姆斯2015年经济年报，埃姆斯市雇佣人数最多的十个雇主为：
| #  | 雇主                               | 员工数量 |
| -- | ---------------------------------- | -------- |
| 1  | 爱荷华州立大学                     | 15,695   |
| 2  | Mary Greeley 医疗中心              | 1,287    |
| 3  | 埃姆斯市政府（City of Ames）       | 1,226    |
| 4  | 艾奥瓦交通部                       | 920      |
| 5  | McFarland 诊所（McFarland Clinic） | 910      |
| 6  | Hy-Vee超市                         | 790      |
| 7  | 埃姆斯地方学区                     | 679      |
| 8  | Danfoss公司                        | 650      |
| 9  | 沃尔玛                             | 435      |
| 10 | 埃姆斯实验室                       | 432      |

## 地理
埃姆斯坐落于州首府德梅因以北约30英里（48公里）处，35号州际公路，30号美国国道和69号美国国道，以及联合太平洋铁路经过该市。斯康克河（Skunk River）和斯考溪（Squaw Creek）流经该城市。
根据美国人口调查局的数据，埃姆斯总占地约为24.27平方英里（62.86平方），其中24.21平方英里（62.70平方）为陆地，0.06平方英里（0.16平方）为水域。

### 气候
埃姆斯为温带大陆性湿润气候（柯本气候分类法 Dfa）。平均气温最热的月份为七月，最冷的月份为一月。历史最高温为1988年的102 °F（39 °C），历史最低温达到−28 °F（−33 °C）（1996年）。
| 埃姆斯                | 埃姆斯    | 埃姆斯    | 埃姆斯    | 埃姆斯    | 埃姆斯     | 埃姆斯     | 埃姆斯     | 埃姆斯     | 埃姆斯    | 埃姆斯    | 埃姆斯    | 埃姆斯    | 埃姆斯      |
| 月份                  | 1月       | 2月       | 3月       | 4月       | 5月        | 6月        | 7月        | 8月        | 9月       | 10月      | 11月      | 12月      | 全年        |
| --------------------- | --------- | --------- | --------- | --------- | ---------- | ---------- | ---------- | ---------- | --------- | --------- | --------- | --------- | ----------- |
| 历史最高温 °F（°C）   | 71 (22)   | 82 (28)   | 88 (31)   | 97 (36)   | 99 (37)    | 103 (39)   | 105 (41)   | 112 (44)   | 100 (38)  | 94 (34)   | 89 (32)   | 85 (29)   | 112 (44)    |
| 平均高温 °F（°C）     | 27 (−3)   | 34 (1)    | 47 (8)    | 62 (17)   | 73 (23)    | 82 (28)    | 84 (29)    | 82 (28)    | 76 (24)   | 64 (18)   | 45 (7)    | 31 (−1)   | 59 (15)     |
| 平均低温 °F（°C）     | 10 (−12)  | 16 (−9)   | 27 (−3)   | 38 (3)    | 50 (10)    | 59 (15)    | 63 (17)    | 61 (16)    | 52 (11)   | 40 (4)    | 27 (−3)   | 15 (−9)   | 38 (3)      |
| 历史最低温 °F（°C）   | −26 (−32) | −28 (−33) | −11 (−24) | 8 (−13)   | 27 (−3)    | 38 (3)     | 44 (7)     | 40 (4)     | 29 (−2)   | 13 (−11)  | −7 (−22)  | −24 (−31) | −28 (−33)   |
| 平均降水量 （mm）     | .74 (19)  | .86 (22)  | 2.05 (52) | 3.50 (89) | 4.35 (110) | 5.01 (127) | 4.43 (113) | 4.33 (110) | 3.09 (78) | 2.67 (68) | 1.98 (50) | 1.06 (27) | 34.07 (865) |
| 来源：Weather Channel |           |           |           |           |            |            |            |            |           |           |           |           |             |

## 教育
位于埃姆斯的公立高中：
- 埃姆斯高级中学（英语：Ames High School）

位于埃姆斯的公立小学/中学：
- 大卫·爱德华小学（David Edwards Elementary）
- Abbie Sawyer小学
- Kate Mitchell小学
- Warren H. Meeker小学
- Gertrude Fellows小学
- 埃姆斯中学（Ames Middle School）

位于埃姆斯的私立学校：
- 埃姆斯基督学校（Ames Christian School） （页面存档备份，存于）
- 圣则济利亚学校（Saint Cecilia School） （页面存档备份，存于）

## 名人
以下列出的是出生在埃姆斯/在埃姆斯长大的名人。

### 艺术/摄影界
- 约翰·E·巴克（英语：John E. Buck）：雕塑家。
- 布赖恩·史密斯（英语：Brian Smith (photographer)）：摄影家。

### 音乐界
- 玛格丽特·洛薇：歌剧女高音。
- The Envy Corps（英语：The Envy Corps）：独立摇滚乐队。
- 莱斯利·霍尔（英语：Leslie Hall）：电子饶舌歌手。
- 彼得·席寇：音乐家，曾以艺名P. D. Q. 巴赫（英语：P. D. Q. Bach）发表一系列恶搞式的古典音乐作品。

### 电视/新闻界
- 华利·布鲁纳（英语：Wally Bruner）：ABC新闻记者，电视台主持人。
- 珍·艾斯本生（英语：Jane Espenson）：作家，电视剧编剧。

### 政界
- 路德·巴斯科姆（英语：Ruth Bascom）：前尤金市市长。
- 爱德华·梅兹文斯基（英语：Edward Mezvinsky）：前美国国会议员，曾参与对前总统尼克松的弹劾，切尔西·克林顿的岳父。
- 鲍勃·沃尔克普（英语：Bob Walkup）：图森市市长

### 体育界
- 哈里森·巴恩斯：美国职业篮球联赛球员，现效力于达拉斯小牛。
- 弗莱德·霍伊博格：前NBA球员，现为芝加哥公牛队主教练。
- 道格·麥克德莫特：NBA球员，现效力于俄克拉何马城雷霆。
- 胡安·施巴斯坦·博泰罗（英语：Juan Sebastián Botero）：足球运动员。
- 基普·科林顿（英语：Kip Corrington）：前国家橄榄球联盟球员。
- 特里·霍格（英语：Terry Hoage）：NFL球员。
- 赫伯·西斯（英语：Herb Sies）：前美式橄榄球球员，教练。
- 比利·桑德（英语：Billy Sunday）：前美国职业棒球大联盟运动员。
- 弗雷德·蒂休（英语：Fred Tisue）：前美国水球国家队队员。

### 文学界
- 安·科坦（英语：Ann Cotten）：诗人。
- 布赖恩·埃文森（英语：Brian Evenson）：作家。
- 米歇尔·胡佛（英语：Michelle Hoover）：作家。
- 弗恩·克普弗（英语：Fern Kupfer）：作家。
- 泰德·库瑟（英语：Ted Kooser）：美国桂冠诗人。
- 萨拉·帕瑞特斯基（英语：Sara Paretsky）：侦探小说V. I. 沃绍夫斯基（英语：V. I. Warshawski）系列的作者。
- 尼尔·斯蒂芬森：小说家。

### 科学界
- 劳雷尔·克拉克：美国女性航天员，在2003年哥伦比亚号航天飞机灾难中殉职。
- 休·D·杨（英语：Hugh D. Young）：物理学家，因撰写物理教科书《大学物理（英语：University Physics）》而为人所知。

### 其他
- 涅瓦·莫里斯：超級人瑞，在她逝世（2010年）的时候是世界上第二年长（美国最年长）的人。

## 政治
由于艾奥瓦州在美国总统大选中是搖擺州和最早举行党团会议的州，所以埃姆斯作为大学镇常会被政客选为公开露面，辩论，或其他政治活动的地点。这些政治活动在大选的年份尤为常见。
从1979年到2011年，埃姆斯一直是艾奥瓦稻草投票的举办地点。艾奥瓦稻草投票是共和党的党内投票，通过投票可以看出艾奥瓦共和党党内意见的统一程度。2015年，艾奥瓦稻草投票被最终完全取消。

## 流行文化中的埃姆斯
华尔街日报记者傑佛瑞·札斯洛的畅销书《来自埃姆斯的女孩》叙述了11位在埃姆斯长大的女孩之间牢不可破的朋友关系。当她们大学毕业，各奔东西，分散到八个不同的州之后，她们之间的友谊仍存，而且一直陪伴着她们经历人生中的起起落落。
电视剧《邪恶力量》的“心痛”（Heartache）一集中有提到过埃姆斯。
电视剧《迷失》中的角色凯特·奥斯顿被设定为来自于埃姆斯。